# 기적의 형제
《기적의 형제》는 2023년 6월 28일부터 2023년 8월 17일까지 방송되었던 JTBC 수목 드라마였다.

## 기획 의도
가진 것이라고는 빚 뿐인 열혈청년 동주와 신비한 능력을 지닌 정체불명의 소년 강산이 펼치는 흥미진진한 미스터리 드라마

## 제작진

### 제작사
- MI
- SLL

### 제작
- 이정희
- 김건홍
- 황라경

### 극본
- 김지우 : KBS 1TV 일일 드라마 《해뜨고 달뜨고》(집필), KBS 2TV 월화 드라마 《비단향꽃무》(집필), KBS 2TV 드라마시티 《나의 아름다운 친구》(집필), KBS 2TV 드라마시티 《황금물고기》(집필), KBS 2TV 드라마시티 《동창생》(집필), KBS 2TV 드라마시티 《얼음도시》(집필), KBS 2TV 드라마시티 《진진》(집필), JTBC 금토 드라마 《기억》(집필), JTBC 금토 드라마 《아름다운 세상》(집필) 집필

### 연출
- 박찬홍 : 영화 《서글픈 사랑의 시작》(각본, 원작자), KBS 2TV 청소년 드라마 《신세대 보고 - 어른들은 몰라요》(공동 연출), KBS 2TV 청소년 드라마 《학교 2》(공동연출), KBS 1TV 일일 드라마 《해뜨고 달뜨고》(공동 연출), KBS 2TV 월화 드라마 《비단향꽃무》(연출), KBS 2TV 주말 드라마 《저 푸른 초원 위에》(연출), KBS 2TV 수목 드라마 《부활》(연출), KBS 2TV 수목 드라마 《마왕》(연출), JTBC 수목 드라마 《발효가족》(연출), KBS 2TV 월화 드라마 《상어》(연출), JTBC 금토 드라마 《기억》(공동 연출), JTBC 금토 드라마 《아름다운 세상》(연출) 연출

## 등장 인물

### 주요인물
- 정우: 육동주 역
- 배현성: 강산 역
- 박유림 : 박현수 역 - 강력팀 형사
- 오만석 : 카이 / 이하늘 역
- 이기우 : 이명석 역 - 출판사 사장

### 동주&강산 주변인
- 강말금 : 채우정 역 (아역 : 박지후) - 북카페 <책> 주인
- 서재희 : 강혜경 역 - 고급 바 사장
- 소희정 : 차영숙 역 - 동주의 어머니
- 조복래 : 정용대 역 - 파출소 순경
- 이지현 : 이수연 역 - 신경외과 의사
- 윤나무 : 육찬성 역 - 동주의 아버지
- 김은호 : 어린 육동주 역

### 강력 3팀
- 안내상 : 이병만 역 - 강력팀 형사, 경위
- 최덕문 : 오 팀장 역 - 강력3팀 팀장
- 서재규 : 강재수 역 - 강력3팀 형사

### 기타
- 이성욱 : 이태만 역 (아역 : 김동훈) - 태강그룹 회장
- 윤세웅 : 최종남 역 (아역 : 유이준) - 부장검사
- 송재룡 : 신경철 역 (아역 : 정지우) - 유명 영화감독
- 이도형 : 나상우 역 (아역 : 이웅재) - 교수, 실종.
- 최광일 : 변종일 역 - 국회의원
- 박영복 : 전두현 역 - 사채업자, 사망.
- 이한위 : 교장 선생 역
- 이창인 : 강산의 친구 역
- 우현 : 노명남 역
- 김영선 : 종일의 아내 역
- 이상은 : 변하영 역 - 종일의 딸
- 하성광 : 안현묵 역 - 교회 목사
- 미상 : 이하늘의 아버지 역
- 백승철 : 십자가 문신 남 역
- 미상 : 공범 역
- 신수현 : 한민우의 아내 역
- 서한결 : 한민우 역
- 이교엽 : 김 형사 역
- 이우주 : 혜경의 운전기사 역
- 미상 : 찬성 역
- 박병욱 : 김 비서 역
- 이수형 : 변호사 역
- 미상 : 동주의 외할머니 역
- 이단 : 치타 역
- 류승수 : 앵커 역

## 시청률
아래의 파란색 숫자는 '최저 시청률'이고, 빨간색 숫자는 '최고 시청률'입니다. 시청률조사회사와 지역별로 시청률에 차이가 있을 수 있습니다.
| 2023년 | 2023년   | 2023년         | 2023년       |
| 회차   | 방송일   | 닐슨 시청률    | 닐슨 시청률  |
| 회차   | 방송일   | 대한민국(전국) | 서울(수도권) |
| ------ | -------- | -------------- | ------------ |
| 제1회  | 6월 28일 | 2.953%         | 2.863%       |
| 제2회  | 6월 29일 | 3.002%         | 2.739%       |
| 제3회  | 7월 5일  | 2.780%         | 2.615%       |
| 제4회  | 7월 6일  | 2.773%         | 2.726%       |
| 제5회  | 7월 12일 | 2.808%         | 2.935%       |
| 제6회  | 7월 13일 | 2.942%         | 2.705%       |
| 제7회  | 7월 19일 | 2.277%         | 2.088%       |
| 제8회  | 7월 20일 | 2.996%         | 2.641%       |
| 제9회  | 7월 26일 | 2.526%         | 2.334%       |
| 제10회 | 7월 27일 | 2.749%         | 2.450%       |
| 제11회 | 8월 2일  | 2.282%         | 2.217%       |
| 제12회 | 8월 3일  | 2.119%         | -            |
| 제13회 | 8월 9일  | 2.475%         | 2.409%       |
| 제14회 | 8월 10일 | 2.359%         | 2.358%       |
| 제15회 | 8월 16일 | 2.534%         | 2.399%       |
| 제16회 | 8월 17일 | 3.266%         | 3.482%       |

## 수상 목록
- 2023년 제14회 코리아 드라마 어워즈 글로벌스타상 (배현성)